# Суслова (Брянська область)
Суслова (рос. Суслова) — село у Брасовському районі Брянської області Росії. Входить до складу муніципального утворення Веребське сільське поселення.
Розташоване за 8 км на північний схід від села Веребськ, біля кордону з Орловською областю.

## Історія
Згадується з першої половини XVII століття в складі Самовської волості Карачевського повіту як існуюче село з Преображенською церквою (остання будівлю храму було побудовано в 1860 році, не збереглася). У 1778—1782 рр. село входило до Луганського повіту.
З 1782 по 1928 рр. — в Дмитрівському повіті Орловської губернії (з 1861 — у складі Турищевської волості, з 1880-х рр. у Веребській, з 1923 у Глодневській волості). У XIX столітті — володіння Домашневих, Сухотіних і інших поміщиків. У 1885 році була відкрита церковно-парафіяльна школа.
З 1929 року — в складі Брасовського району. До 1954 року було центром Сусловської сільради.

## Населення
За найновішими даними, у селі не проживає жодний мешканець.
У минулому чисельність мешканців була такою:
| Роки      | 1858 | 1866 | 1878 | 1893 | 1920 | 1979 | 2002 | 2010 |
| --------- | ---- | ---- | ---- | ---- | ---- | ---- | ---- | ---- |
| Населення | 638  | 756  | 888  | 1068 | 769  | 79   | 11   | 1    |